# Thiothionylfluorid
Thiothionylfluorid ist eine chemische Verbindung zwischen Fluor und Schwefel und isomer zu Difluordisulfan.

## Gewinnung und Darstellung
Thiothionylfluorid kann durch Reaktion von Dischwefeldichlorid mit Kaliumfluorid bei etwa 150 °C oder Quecksilber(II)-fluorid bei 20 °C gewonnen werden.
{\displaystyle \mathrm {S_{2}Cl_{2}+2\ KF\longrightarrow SSF_{2}+2\ KCl} }
Ebenfalls möglich ist die Darstellung durch Reaktion von Stickstofftrifluorid mit Schwefel.
{\displaystyle \mathrm {NF_{3}+3\ S\longrightarrow S_{2}F_{2}+NSF} }
Es entsteht auch aus Difluordisulfan bei dessen Kontakt mit Alkalifluoriden.

## Eigenschaften
Thiothionylfluorid ist ein farbloses Gas.  Es wandelt sich bei höheren Temperaturen und Drücken in Schwefeltetrafluorid und Schwefel um.
{\displaystyle \mathrm {2\ S_{2}F_{2}\ \longrightarrow SF_{4}+3\ S} }
Mit Fluorwasserstoff setzt es sich zu Schwefeltetrafluorid und Schwefelwasserstoff um.
{\displaystyle \mathrm {SSF_{2}+2\ HF\ \longrightarrow SF_{4}+H_{2}S} }